# Simon Kemboi
Simon Kemboi, född den 1 mars 1967 i Nandi, är en kenyansk före detta friidrottare som tävlade i kortdistanslöpning.
Kemboi tävlade huvudsakligen på 400 meter. Hans främsta merit är bronsmedaljen vid Afrikanska mästerskapen i friidrott 1993. Han ingick i det kenyanska stafettlaget på 4 x 400 meter som blev silvermedaljörer vid VM 1993 i Stuttgart. 
Inför Olympiska sommarspelen 2000 testades han positivt för Nandrolon.

## Personliga rekord
- 400 meter - 44,94 från 1993